# Robert Domański
Robert Domański ps. „Jarach”, „Florian” (ur. 1 stycznia 1925, zm. 1995) – żołnierz Związku Walki Zbrojnej, Armii Krajowej i Związku Odwetu na Zamojszczyźnie, członek Oddziału Partyzanckiego „Zenona”, dowódca Oddziału Samoobrony Ruchu Oporu Armii Krajowej, kawaler Krzyża Srebrnego Orderu Virtuti Militari.

## Życiorys
Urodził się w rodzinie Bronisława i Marianny z d. Zaczek. Podczas kampanii wrześniowej wraz z ojcem, który był komendantem Policji Państwowej w Jarczowie dotarł do Łucka gdzie dostał się do niewoli sowieckiej. Zwolniony z niewoli w październiku 1939. 9 lutego zaprzysiężony w szeregach ZWZ pod pseudonimem „Jarach”. Od końca 1940 rozpoczął walkę w Związku Odwetu na Zamojszczyźnie. Następnie działał w oddziale pod dowództwem cichociemnego por. Mariana Gołębiewskiego. Na początku roku 1943 walczył w oddziale bojowym pod dowództwem Aleksandra Goldbiaka ps. „Zimny”. Następnie, w maju 1943, objął dowodzenie nad własnym oddziałem dywersji, na terenie II Regionu Armii Krajowej Biała Podlaska. Brał udział m.in. w akcjach ataku na niemiecki pociąg wojskowy (1942), wysadzeniem mostu kolejowego pod Uhnowem. Absolwent Szkoły Podchorążych Piechoty AK.
Uczestniczył w akcji „Burza”, w ramach której jego pluton miał za zadanie, razem z żołnierzami Armii Czerwonej, zdobyć Międzyrzec Podlaski. „W ramach „Burzy” jego oddział został skierowany do oddziałów 34 pułku piechoty AK i brał udział m.in. w walkach z żandarmerią niemiecką pod Ossówką, pod Wygodą, pod Turowem, oraz w wydobyciu rakiety V-2, w akcjach likwidacyjnych, w zasadzie pod Łomazami, w walce pod Kozłami i Janówką, w walkach o Międzyrzec Podlaski”.
Po rozwiązaniu 34 pułku piechoty AK został współorganizatorem Ruchu Oporu AK, przekształconego następnie w Zrzeszenie Wolność i Niezawisłość. W Oddziale Partyzanckim „Zenona” był dowódcą drużyny minerskiej, a następnie plutonu minerskiego. Dołączył do formacji 31 marca 1944 roku razem z oddziałem liczącym 19 osób.
W czasie służby w Oddziale Partyzanckim „Zenona” Robert Domański „Jarach” dowodził m.in. dwiema akcjami odbicia więźniów. Na rozkaz, miał za zadanie odbić por. Aleksandra Wereszko ps. „Roch”. 6 października 1944 roku razem z 8 żołnierzami z oddziału dokonał udanego odbicia więźniów z więzienia w Białej Podlaskiej. W akcję zaangażowani byli także pracujący w więzieniu: Tadeusz Barczyński ps. „Baśka” oraz Antoni Samocia ps. „Enka”. Do więzienia została przyniesiona paczka o wymiarach, które nie mieściły się w okienku bramy, co zmusiło strażnika do jej otwarcia. Tadeusz Barczyński ps. „Baśka” oddał strzał w powietrze, nad wdzierającymi się na dziedziniec żołnierzami, pod przewodnictwem „Jaracha”. By odsunąć od siebie podejrzenia współpracy z podziemiem, postrzelił się w rękę.
Z nocy 8 na 9 marca 1945 roku pod dowództwem Roberta Domańskiego dokonano drugiej akcji odbicia więźniów z więzienia w Białej Podlaskiej, zakończonej powodzeniem. Udało się uwolnić aż 106 więźniów.
W styczniu 1945 Robert Domański otrzymał rozkaz utworzenia Oddziału Samoobrony Ruchu Oporu Armii Krajowej. Formacja działała do października 1945 roku. Jej szeregi w szczytowym momencie, w kwietniu 1945 roku, liczyły aż 140 osób. Byli to w większości żołnierze Armii Krajowej z Kresów Wschodnich. Oddział składał się z pięciu plutonów piechoty podzielonych na drużyny. Każdy pluton posiadał sekcję przeciwpancerną. Od momentu utworzenia Oddziału Samoobrony ROAK, Robert Domański zaczął posługiwać się pseudonimem „Florian.
Oddział Samoobrony ROAK pod dowództwem Roberta Domańskiego przeprowadził szereg akcji dywersyjnych m.in. 9 marca 1945 uwolniono z więzienia w Białej Podlaskiej kolejnych 103 więźniów, 11 marca dokonano rozbrojenia milicjantów na posterunku Cieleśnica czy 19 marca rozbito posterunek milicji w Konstantynowie.
W 1945 Oddział Samoobrony Ruchu Oporu Armii Krajowej został zdemobilizowany. Domański starał się zapewnić swoim żołnierzom środki finansowe, które pozwoliły im zacząć nowe życie.
Po rozwiązaniu Oddziału Samoobrony ROAK Domański sympatyzował ze Zrzeszeniem Wolność i Niezawisłość. W 1947 ujawnił się w Warszawie. Jesienią tego roku został, wraz z małżonką aresztowany. Po wyjściu na wolność, które nastąpiło w Święta Bożego Narodzenia, przeniósł się do Gdańska. Z powodu niezgody na współpracę z Urzędem Bezpieczeństwa został uznany za „element niepewny” i zmuszony opuścić miasto. Na nowe miejsce zamieszkania wybrał Nową Hutę, gdzie mieszkał do śmierci w 1995 roku.
Decyzją Ministra Obrony Narodowej z dnia 20 maja 2021 r. 3 Bialski Batalion Lekkiej Piechoty otrzymał imię por. Roberta Domańskiego ps. „Florian”.

## Życie rodzinne
Żonaty z Zofią z d. Skarżyńska. Mieli dwóch synów: Leszka Jacka (ur. 1949) i Przemysława Leszka (ur. 1959).

## Ordery i odznaczenia
- Krzyż Srebrny Orderu Virtuti Militari[1]
- Krzyż Walecznych – dwukrotnie[1]
- Srebrny Krzyż Zasługi z Mieczami[1]
- Krzyż Armii Krajowej[1]